# El duelo
El duelo es el duodécimo libro del argentino Gabriel Rolón. El mismo fue publicado por Editorial Planeta el 2 de octubre de 2020.

## Reseña
«El duelo (Cuando el dolor se hace carne)». El libro del psicólogo, psicoanalista y presentador de radio Gabriel Rolón, una investigación y recorrido sobre la definición psicológica del duelo, historias vinculadas a la mitología, los grandes clásicos griegos y nórdicos, etc.
Fue uno de los cinco libros más vendidos desde febrero a abril de 2021 en Uruguay, convirtiéndose en superventas.
El libro fue reconocido con el Premio Libro de Oro en 2021 por la Cámara Uruguaya del Libro.